# Żabiak (jezioro)
Żabiak – naturalne oczko wodne (jezioro wytopiskowe) w obniżeniu wytopiskowym znajdujące się w obrębie obszaru ochrony ścisłej Sarnie Doły w Wielkopolskim Parku Narodowym w ciągu rynny górecko-budzyńskiej. Jest jednym z największych obniżeń wytopiskowych na terenie Parku.
Żabiak jest jednym z pięciu okresowo wypełniających się wodą zagłębień na terenie Sarnich Dołów (trzy oczka wodne i dwa mszary torfowiskowe). Ma strome zbocza i silnie zaokrąglony kształt, a jego maksymalna głębokość wynosi dwa metry, przy czym wysokość obniżenia wytopiskowego jest znacznie większa. Stanowi pozostałość po wytopionej bryle lądolodu skandynawskiego. 
Nad akwenem obserwowana była w przeszłości czapla siwa, której osobniki przelatywały tędy z ówczesnego rezerwatu Czapliniec na żerowiska nad Wartą w rejonie Sowińca. W oczku, w latach 50. XX wieku, notowano szczególną obfitość żab, traszek i ropuch. Żyje tu też zaskroniec zwyczajny. W owadów występuje stosunkowo rzadka zalotka torfowcowa.
Przy północno-wschodnim krańcu niecki Żabiaka przebiega  niebieski szlak pieszy nr 3583 z Mosiny do Stęszewa.